# Walerija Zoi
Walerija Lwowna Zoi (kasachisch Валерия Львовна Цой; * 8. Juli 1988 in Öskemen) ist eine ehemalige kasachische Snowboarderin. Sie startete in den Paralleldisziplinen.

## Werdegang
Zoi belegte in der Saison 2006/07 bei den Snowboard-Weltmeisterschaften 2007 in Arosa den 50. Platz im Parallel-Riesenslalom sowie den 47. Rang im Parallelslalom und bei der Winter-Universiade 2007 in Bardonecchia den 27. Platz im Riesenslalom. In der Saison 2008/09 nahm sie in La Molina erstmals am Snowboard-Weltcup teil, wobei sie den 37. Platz im Parallel-Riesenslalom errang und kam bei den Snowboard-Weltmeisterschaften 2009 in Gangwon auf den 48. Platz im Parallel-Riesenslalom sowie auf den 40. Rang im Parallelslalom. Bei den Weltmeisterschaften zwei Jahre später in La Molina fuhr sie auf den 33. Platz im Parallelslalom und auf den 29. Rang im Parallel-Riesenslalom. In der Saison 2012/13 erreichte sie mit dem vierten Platz im Parallel-Riesenslalom in Sotschi ihre einzige Top-Zehn-Platzierung im Weltcup und zum Saisonende mit dem 29. Platz im Parallel-Weltcup ihr bestes Gesamtergebnis. Beim Saisonhöhepunkt, den Snowboard-Weltmeisterschaften 2013 im Stoneham, belegte sie den 25. Platz im Parallelslalom und den 19. Rang im Parallel-Riesenslalom. In der Saison 2013/14 kam sie bei den Olympischen Winterspielen 2014 in Sotschi auf den 32. Platz im Parallelslalom sowie auf den 23. Rang im Parallel-Riesenslalom und absolvierte in Sudelfeld ihren 32. und damit letzten Weltcup, welchen sie auf dem 32. Platz im Parallel-Riesenslalom beendete.

## Teilnahmen an Weltmeisterschaften und Olympischen Winterspielen

### Olympische Winterspiele
- 2014 Sotschi: 23. Platz Parallel-Riesenslalom, 32. Platz Parallelslalom

### Snowboard-Weltmeisterschaften
- 2007 Arosa: 47. Platz Parallelslalom, 50. Platz Parallel-Riesenslalom
- 2009 Gangwon: 40. Platz Parallelslalom, 48. Platz Parallel-Riesenslalom
- 2011 La Molina: 29. Platz Parallel-Riesenslalom, 33. Platz Parallelslalom
- 2013 Stoneham: 19. Platz Parallel-Riesenslalom, 25. Platz Parallelslalom

## Weltcup-Gesamtplatzierungen
| Saison  | Gesamt | Gesamt | Parallel | Parallel |
| Saison  | Punkte | Platz  | Punkte   | Platz    |
| ------- | ------ | ------ | -------- | -------- |
| 2008/09 | 19     | 174.   | 19       | 61.      |
| 2009/10 | 33     | 152.   | 53       | 53.      |
| 2010/11 | –      | –      | 232      | 36.      |
| 2011/12 | –      | –      | 450      | 33.      |
| 2012/13 | –      | –      | 642      | 29.      |
| 2013/14 | –      | –      | 158      | 40.      |